# الرإبية (إب)

تعديل مصدري - تعديل

الرابية محلة تابعة لقرية المجمعة، التابعة لعزلة شعب يافع بمديرية إب إحدى مديريات محافظة إب في الجمهورية اليمنية.، بلغ تعداد سكانها 69 حسب تعداد اليمن لعام 2004.